# إدوارد ستيوارت ماكدوغال
إدوارد ستيوارت ماكدوغال هو محامي وقاضي وسياسي كندي، ولد في 25 سبتمبر 1886 في مونتريال في كندا، وتوفي بنفس المكان في 19 يونيو 1957. نشط حزبياً في حزب كيبيك الليبرالي.